# Acrocercops scriptulata
Acrocercops scriptulata är en fjärilsart som beskrevs av Edward Meyrick 1916. Acrocercops scriptulata ingår i släktet Acrocercops och familjen styltmalar. Inga underarter finns listade i Catalogue of Life.